# Comandante Robert
José Antonio Alonso Alcalde (El Entrego, 14 de abril de 1919 - Agen, 19 de diciembre de 2015), más conocido por Comandante Robert o simplemente Robert, fue un político y militar español, reconocido miembro de la resistencia francesa durante la ocupación nazi de Francia.

## Biografía
Hijo de un ferroviario, se trasladó de niño con su familia a Tarragona. Con la sublevación militar de julio de 1936 que dio origen a la Guerra Civil, se unió a las Juventudes Socialistas Unificadas (JSU) y permaneció en Cataluña. En la guerra fue sargento de Estado Mayor del Ejército Republicano y participó en las distintas operaciones militares del Segre que tuvieron lugar los últimos meses del conflicto. Con la derrota republicana, se retiró junto con el resto de su batallón a Francia, donde ingresó en el campo de Septfonds De allí, las autoridades francesas lo enviaron en la primavera de 1939 a las primeras Compañías de Trabajo para los militares españoles exiliados donde se le destinó a las tareas de refuerzo y acondicionamiento de la Línea Maginot.
Iniciada la guerra mundial y la ocupación del territorio francés por las tropas alemanas, participó como guerrillero de primera hora en la región de Clermont-Ferrand, miembro ya de la Unión Nacional Española, y se le encuentra al mando de la Tercera Brigada en el XIV Cuerpo de Guerrilleros españoles al sur de Francia en 1942, un grupo de entre doscientos y trescientos hombres especialmente activos. Siempre ocupó la jefatura de Estado Mayor de la Brigada, desde su creación en 1942 hasta su disolución. Detenido en un control de la policía del régimen de Vichy en Saint-Étienne, logró escapar del autobús que lo llevaba camino de la Alemania nazi. A partir de entonces, sus actividades de sabotaje y ataques con un grupo reducido de compañeros a las fuerzas de ocupación se desarrollaron en la región del Mediodía-Pirineos. Tras el desembarco aliado en Normandía en junio de 1944, en agosto Robert dirigió las operaciones para la toma de la localidad de Foix, después de haber contactado por vez primera con una reducida misión aliada de cinco comandantes que habían sido lanzados en paracaídas en Rieucros, a unos veinticinco kilómetros de la ciudad, para coordinar operaciones con los guerrilleros. La Brigada, distribuida en tres batallones de no más de noventa hombres cada uno, rodeó Foix el 19 de agosto y consiguió la rendición de la guarnición alemana de la ciudad ese mismo día y el control definitivo de la zona el día 22 del mismo mes. haciendo prisioneros a más de un millar de militares alemanes. Un monolito a unos kilómetros de la ciudad recuerda de donde partió la Brigada. También participó en la ocupación de otras localidades hasta que su zona asignada, el departamento de Ariège, quedó libre de fuerzas enemigas.
Meses después, al mando de la 521.ª Brigada, tomó parte en la ocupación del Valle de Arán, en España, fronterizo con Francia, el frustrado intento del maquis español y el Partido Comunista de provocar una intervención aliada contra la dictadura franquista antes del final de la guerra mundial. Pudo sobrevivir y volver a suelo francés donde fijó definitivamente su residencia. Allí se casó y obtuvo la nacionalidad en 1947. Fue presidente de la Confédération Nationale des Guérrilleros et Résistants Espagnols.

## Reconocimientos
Entre los reconocimientos recibidos por sus acciones en la guerra, cabe señalar la Legión de Honor francesa, la Medalla de la Victoria polaca, la de la Orden de la Lealtad a la República Española, la Médaille de la Résistance, la Orden Nacional del Mérito y ciudadano de honor de Foix. Un parque de Gijón lleva su nombre.